# Owe Jonsson
Owe Jonsson, född 23 november 1940 i Växjö, död 29 september 1962, var en friidrottare (sprinter), ishockeyspelare och bandyspelare. Han tävlade i friidrott för IFK Växjö. Han utsågs 1960 till Stor grabb nummer 208 i friidrott.

## Biografi

### Översikt
Jonsson var en framstående sprinter och tävlade i såväl 100 meter som 200 meter, och 400 meter. Det var dock 200 meter som var specialdistansen där han slog svenskt rekord sex gånger. Han var fortfarande på uppgång när han omkom i en bilolycka den 29 september 1962 på vägen mellan Växjö och Alvesta. Han färdades ensam i en lånad Volvo PV 444 med blankslitna däck som efter en misslyckad omkörning fick sladd och kom över på fel sida vägen och krockade med en mötande bil som körde rakt in i Volvons vänstra sida. Detta skedde endast tretton dagar efter att han blivit europamästare på 200 meter i Belgrad.
Han har fått en gata i närheten av Växjös friidrottsanläggning uppkallad efter sig, Owe Jonssons väg.
Vid sidan om friidrotten spelade han för Nässjö IF allsvensk bandy samt ishockey i division 2. Han var anställd som brevbärare i Postverket med placering i hemstaden Växjö. 

### Karriär (friidrott)
1960 vann Owe Jonsson SM på 200 meter med 21,6 s.
Även 1961 vann han SM-guld på 200 meter, denna gång på 21,3 s. Han vann även guld på 100 meter med tiden 10,6 s. Dessutom var han med i de segrande lagen i stafett 4x400 meter och Svensk stafett. Den 30 augusti i Helsingborg slog han Jan Carlssons svenska rekord på 200 meter (21,2) med en tiondel. Den 27 september (i Leipzig) kapade han rekordet ytterligare en tiondel till 21,0. Fyra dagar senare, den 1 oktober i Budapest, gick han under 21 sekunder (20,8).
1962 tangerade Owe Jonsson först sitt rekord (20,8 s) den 5 juli i Milano, varpå han pressade det ytterligare till 20,7 s i Zürich den 10 juli. Vid SM vann han 100 meter på tiden 10,5 s och 200 meter med 21,1 s och deltog dessutom i det segrande stafettlaget på 4x400 meter. Vid EM i Belgrad vann han den 16 september guldmedaljen och tangerade även sitt rekord.

## Personliga rekord
- 100 m: 10,4 s (Skövde, 7 augusti 1961)[9]
- 200 m: 20,7 s (Zürich Schweiz, 10 juli 1962)[10]
- 400 m: 47,8 s (Stockholms Stadion, 20 september 1962)[11]